# Noms de Séoul
 (février 2023).
La mise en forme du texte ne suit pas les recommandations de Wikipédia : il faut le « wikifier ».
Les points d'amélioration suivants sont les cas les plus fréquents. Le détail des points à revoir est peut-être précisé sur la page de discussion.
- Les titres sont pré-formatés par le logiciel. Ils ne sont ni en capitales, ni en gras.
- Le texte ne doit pas être écrit en capitales (les noms de famille non plus), ni en gras, ni en italique, ni en « petit »…
- Le gras n'est utilisé que pour surligner le titre de l'article dans l'introduction, une seule fois.
- L'italique est rarement utilisé : mots en langue étrangère, titres d'œuvres, noms de bateaux, etc.
- Les citations ne sont pas en italique mais en corps de texte normal. Elles sont entourées par des guillemets français : « et ».
- Les listes à puces sont à éviter, des paragraphes rédigés étant largement préférés. Les tableaux sont à réserver à la présentation de données structurées (résultats, etc.).
- Les appels de note de bas de page (petits chiffres en exposant, introduits par l'outil «  Source ») sont à placer entre la fin de phrase et le point final[comme ça].
- Les liens internes (vers d'autres articles de Wikipédia) sont à choisir avec parcimonie. Créez des liens vers des articles approfondissant le sujet. Les termes génériques sans rapport avec le sujet sont à éviter, ainsi que les répétitions de liens vers un même terme.
- Les liens externes sont à placer uniquement dans une section « Liens externes », à la fin de l'article. Ces liens sont à choisir avec parcimonie suivant les règles définies. Si un lien sert de source à l'article, son insertion dans le texte est à faire par les notes de bas de page.
- La présentation des références doit suivre les conventions bibliographiques. Il est recommandé d'utiliser les modèles {{Ouvrage}}, {{Chapitre}}, {{Article}}, {{Lien web}} et/ou {{Bibliographie}}. Le mode d'édition visuel peut mettre en forme automatiquement les références.
- Insérer une infobox (cadre d'informations à droite) n'est pas obligatoire pour parachever la mise en page.

Pour une aide détaillée, merci de consulter Aide:Wikification.
Si vous pensez que ces points ont été résolus, vous pouvez retirer ce bandeau et améliorer la mise en forme d'un autre article.

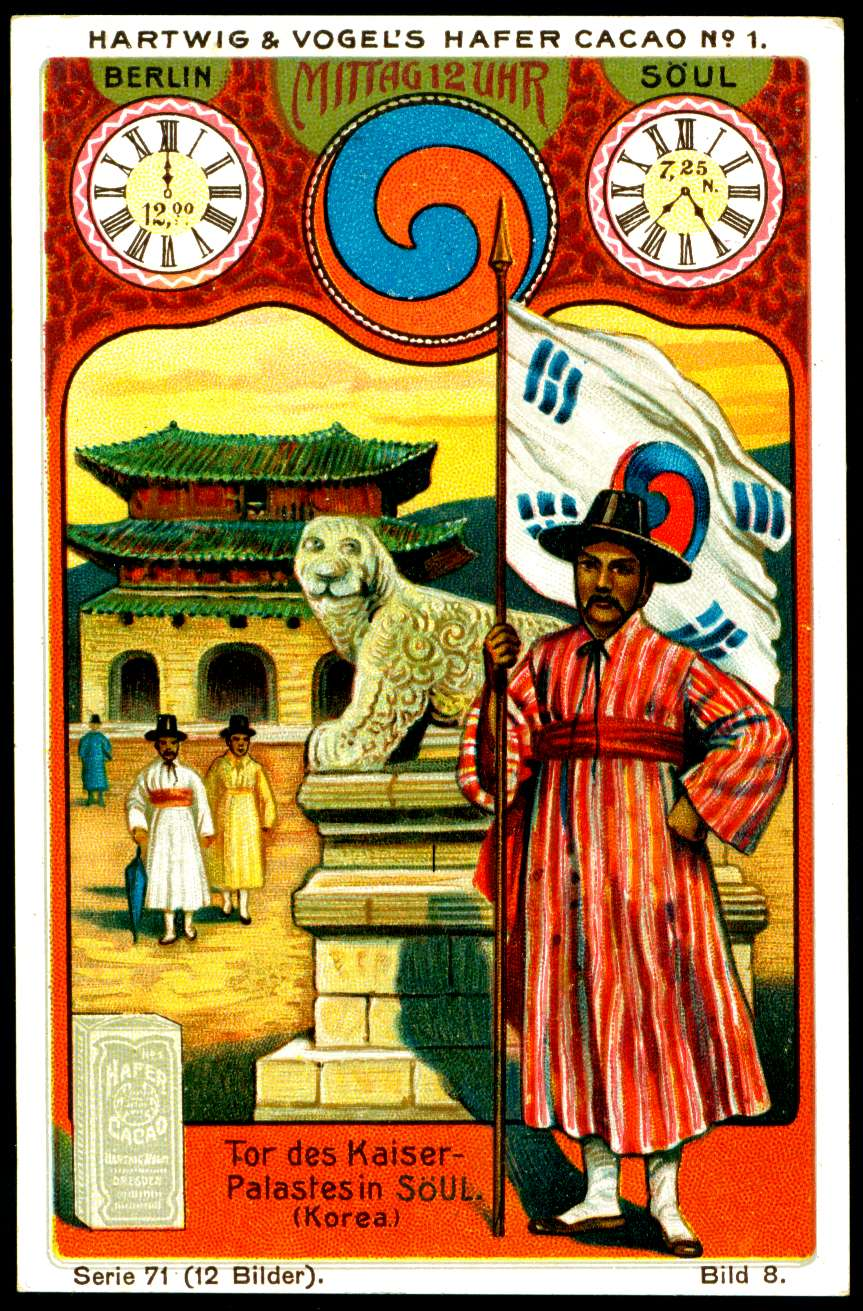
Une carte à collectionner du début du XXe siècle venant d'Allemagne, utilisant une orthographe alternative de Séoul, avec " ö "pour " eo".

Séoul a été connu dans le passé sous des noms successifs, notamment Wiryeseong (hangeul : 위례성 ; hanja : 慰禮城) et Hanseong (ère Baekje), Bukhansangun (ère Goguryo), Hanyang (période des États du Nord et du Sud), Namgyeong (남경, 南京, ère Goryeo), Hanyangpu (Goryeo sous domination mongole), Hanseong (한성, 漢城, ère Joseon) et Hanyang (한양, 漢陽). Dans l'ère Joseon, la ville a commencé à s'appeler Séoul par le public. Au milieu de l'ère Joseon, Hanseong et Hanyang ont été presque remplacés par Séoul et seul le nom officiel est resté. Pendant la période de la domination coloniale japonaise, Séoul a été mentionné par l'écriture japonaise exonyme Keijō (けいじょう ou 京城), ou Gyeongseong (경성, 京城) en coréen. Après la Seconde Guerre mondiale et la Libération de la Corée, la ville a pris son nom familier, Séoul.

## Étymologie de "Séoul"
Séoul est une expression du mot coréen "seo`ul" (hangeul : 서울), prononcé [səˈul] . Une hypothèse étymologique suppose que l'origine du mot natif "seo'ul" dérive du nom natif Seorabeol (hangeul : 서라벌 ; hanja : 徐羅伐), qui se référait à l'origine à Gyeongju, la capitale de Silla, puis appelé Geumseong (금성, 金城).[réf. nécessaire]

## Hanseong
Contrairement à la plupart des noms de lieux en Corée, "Séoul" n'a pas de correspondance en hanja (caractères chinois utilisé dans la langue coréenne), bien que son nom soit présumé dériver de 徐羅伐 (Seorabeol), de sorte que les pays de langue chinoise désignent depuis des décennies la ville par son ancien nom: 漢城 ("Hànchéng" en mandarin, "Hon Sìhng" en cantonais et "Hoe Zen" en shanghaïen). Sur la carte de la Chine et de la Corée faite par la France en 1751, Séoul est marqué comme "King-Ki-Tao, capitale de la Corée", en utilisant la prononciation approximative de la province du Guangdong (京畿道) en chinois. L'utilisation de "King-Ki-Tao" pour désigner Séoul est répétée à nouveau sur la carte Tallis/Rapkin de 1851 du Japon et de la Corée[Interprétation personnelle ?]. À la fin des années 1940 et au début des années 1950, le nom translittéré Sūwū (蘇烏), qui ressemblait étroitement à la prononciation anglaise de Séoul, était utilisé.[réf. nécessaire]
Cela pose souvent des problèmes de traduction, car en coréen les deux termes "Séoul" et "Hanseong" sont considérés comme étroitement différents. Il existe plusieurs organisations et entités, la plupart non liées, qui utilisent l'un ou l'autre nom. Lorsque les noms de ces organisations et entités ont été traduits en chinois, "Séoul" et "Hanseong" ont été automatiquement traduits par 漢城 (Hànchéng). Voici des exemples typiques de telles erreurs de traduction de l'Université Nationale de Séoul contre l'Université Hansung, qui seraient tous deux traduits en 漢城大學 (Hànchéng Dàxué), ainsi que l'École Secondaire des Sciences de Séoul contre l'École Secondaire de Sciences Hansung[réf. nécessaire].
Le problème, et la confusion qu'il a causée au fil des ans, a été résolu en janvier 2005, lorsque le gouvernement de la ville de Séoul, dirigé par le maire de l'époque, Lee Myung-bak, a demandé un changement public du nom chinois de la ville en 首爾 (pinyin : Shǒu'ěr), écrit 首尔 en chinois simplifié en Chine continentale. Le nom a été choisi par un comité de sélection parmi deux noms, l'autre étant 首午爾 (pinyin : Shǒuwu'ěr).
Le nom choisi est une translittération proche de Séoul en mandarin ; 首 (shǒu) signifie aussi "première" ou "capitale". Pendant un certain temps après le changement de nom, les médias d'information en langue chinoise ont utilisé les deux noms de manière interchangeable lors de leurs publications ou émissions (首爾 [漢城] en version imprimée 首爾, 以前的漢城, [littéralement: Shouer, anciennement Hancheng] à la télévision et à la radio). Malgré l'adoption de Shǒu'ěr (首爾) dans les médias chinois, le nom Hànchéng (漢城) est encore largement utilisé par certains Chinois.
Ce changement concerne uniquement les locuteurs chinois et n'affecte pas les noms coréens. Le nouveau nom sera écrit et prononcé 수이 (Su-i) en coréen. Certains linguistes ont critiqué le choix du nouveau nom, affirmant que sa prononciation en coréen n'est pas la même que le nom natif et qu'il est destiné à représenter la prononciation coréenne, bien qu'efficace en mandarin, est perdue dans d'autres dialectes régionaux, comme en cantonais, où le nom se prononce "sau2 yi5", ou en shanghaïen, dans lequel le nouveau nom (首爾) se prononce "sew2 el3". Ces critiques soutiennent que les noms "西蔚" ou "徐蔚" (plus tard l'ancien nom de Séoul) seraient beaucoup plus efficaces pour représenter le nom coréen de la ville[réf. nécessaire].

## Gyeongseong
"Gyeongseong" est un mot sino-coréen pour "capitale" (Gyeon (경, 京) signifie "capitale" et seong (성, 城) signifie "ville fortifiée"). Il était parfois utilisé pour désigner Séoul pendant la dynastie Joseon,, ayant précédemment évoqué les capitales de Goryeo et Silla. Le terme est entré en usage beaucoup plus large au cours de la période de domination japonaise, parce que c'est aussi la forme en Keijō (京城) du coréen, l'ancien nom japonais utilisé pour Séoul pendant la domination coloniale.
Séoul s'appelait Hanseong (漢城) ou Hanyang (漢陽) pendant la dynastie Joseon, mais la gare principale de la ville, la gare de Séoul, ouverte avec le nom "Gare de Gyeongseong" (京城驛) en 1900, qu'elle conserva jusqu'en 1905. Elle s'appela à nouveau la gare de Gyeongseong de 1923 à 1947, date à laquelle elle prit son nom actuel,.
Gyeong est encore utilisé pour désigner Séoul dans les noms de divers chemins de fer et autoroutes, notamment :
- Ligne de Gyeongbu (Musée de Gyeongbu (경부선; 京釜線) en coréen) et l'autoroute de Gyeongbu (Gyeongbu Gosok Doro; 경부 고속 도로) entre Séoul et Busan (부산; 釜山);
- Ligne de Gyeongin (Gyeonginseon; 경인선; 京仁線) et l'autoroute de Gyeongin (Gyeongin Gosok Doro; 경인 고속 도로) entre Séoul et Incheon (인천; 仁川);
- Ligne de Gyeongui (Gyeonguiseon; 경의선; 京義線) entre Séoul et Dorasan (le ui provient de Sinuiju (新義州), la version révisé romanisé de l'orthographe de Sinuiji (신의주) en Corée du Nord, le terminus d'origine de la ligne à la frontière chinoise - voir l'article sur la Ligne de Gyeongui pour plus de détails) ;
- Ligne de Gyeongwon (Gyeongwonseon ; 경원선; 京元線) entre Séoul et Baengmagoji (à l'origine, la ligne allait à Wonsan (원산; 元山), qui est maintenant en Corée du Nord) ; et
- Ligne de Gyeongchun (Gyeongchunseon ; 경춘선; 京春線) entre Séoul et Chuncheon (춘천; 春川) dans la province de Gangwon.